# Tiberius Claudius Zeno Ulpianus
Tiberius Claudius Zeno Ulpianus war ein im 2. und 3. Jahrhundert n. Chr. lebender Angehöriger des römischen Ritterstandes (eques). Durch eine marmorne Ehreninschrift aus Pesaro sind einzelne Stationen seiner Laufbahn bekannt, die er im späten 2. Jahrhundert und im frühen 3. Jahrhundert absolvierte.

## Leben
Die militärische Laufbahn des Zeno Ulpianus begann mit den für einen Angehörigen des Ritterstandes üblichen tres militiae; in seinem Fall waren dies drei aufeinander folgende Posten als Kommandeur von Auxiliartruppen. Zunächst übernahm er als Präfekt die Leitung einer Cohors I Asturum. Danach wurde er Tribun der Cohors I Flavia Brittonum, die in Noricum stationiert war. Den Abschluss bildete das Kommando als Präfekt über die Ala I Claudia Miscellanea, die in der Provinz Moesia superior stationiert war.
Danach wurde Zeno Ulpianus Sekretär und Gehilfe eines senatorischen Legaten bei einem Census (adiutor ad census). Dieser Posten war mit einem jährlichen Einkommen von 60.000 Sesterzen verbunden. Er wurde auch in die Beraterstäbe des Prätorianerpräfekten sowie des Stadtpräfekten von Rom aufgenommen, was eine besondere Auszeichnung darstellte und – wie schon sein zuvor genannter Posten – auf besondere juristische Kenntnisse hindeuten könnte. Als Nächstes wurde er mit dem Posten der Verwaltung eingezogener Vermögen (procurator bonorum damnatorum) betraut. Danach war er für die Pflasterung der Straßen in Rom (procurator silicum viarum sacrae urbis) zuständig. Beide Positionen waren ebenfalls mit einem Jahreseinkommen von 60.000 Sesterzen verbunden.
Die nächste Stufe in seiner Laufbahn war stellvertretender Kommandeur der Feuerwehr (subpraefectus vigilibus) mit einem Jahreseinkommen von 100.000 Sesterzen. Zuletzt wurde er noch zum Verwalter des kaiserlichen Privatvermögens in Mittel- und Norditalien (procurator privatae regionis Ariminensium) ernannt, mit demselben Jahreseinkommen. Darüber hinaus wird in der Ehreninschrift noch sein Patronat über die Stadt Pisaurum, das heutigen Pesaro, erwähnt (patronus coloniae Pisaurensium). Die Verbindung zu diesem Ort entstand möglicherweise durch sein letztes Amt.
Einen Anhaltspunkt für die Datierung der Laufbahn und des Lebens von Tiberius Claudius Zeno Ulpianus bietet seine Zuständigkeit für eingezogene Vermögen. Dieses Amt existierte nur unter Kaiser Septimius Severus, der in den letzten Jahren des 2. Jahrhunderts zahlreiche Anhänger seines besiegten Widersachers Clodius Albinus durch Konfiskation ihres Vermögens bestrafte. Der üblichen Geschwindigkeit einer ritterlichen Laufbahn entsprechend könnten die ersten militärischen Posten des Zeno Ulpianus dann in die zweite Hälfte der 180er Jahre fallen.

## Familie
Über die Herkunft und die Vorfahren des Zeno Ulpianus ist nichts bekannt. Hans-Georg Pflaum hat die Ansicht vertreten, die Karriere des Zeno Ulpianus, die über weite Strecken in der Stadt Rom erfolgte und ihn auch sonst stets in relativ zentrale Regionen führte, deute auf eine italische oder sogar stadtrömische Herkunft hin. Sein erstes Cognomen Zeno könnte allerdings darauf hindeuten, dass er aus dem Osten des römischen Reiches stammte. Möglich ist, dass er ursprünglich östlicher Herkunft war, dann aber auf italienischem Boden sesshaft wurde.
Von einer Bauinschrift aus Volubilis ist ein Tib(erius) Claudius Zeno bekannt, der dort Tribun der Cohors IV Tungrorum war. Seine Tätigkeit dort lässt sich in die Regierungszeit des Severus Alexander (222–235) datieren, sodass es sich bei ihm möglicherweise um einen Sohn oder Enkel des Tiberius Claudius Zeno Ulpianus handelte.